# Camille Arambourg
Camille Arambourg, né le 3 février 1885 à Paris où il meurt le 19 novembre 1969, est un ingénieur agronome, géologue, paléontologue et paléoanthropologue français. Il développe principalement  ses recherches de terrain en Afrique du Nord et en Afrique de l'Est.

## Jeunesse
Louis Joseph Camille Arambourg suit ses études secondaires, puis ses études supérieures à Paris. Il obtient son diplôme d'ingénieur agronome en 1908.
Il avait quelques mois lorsque ses parents l'emmènent en Algérie pour la première fois, et c'est dans les vignobles de son père, dans l'Oranie, qu'il fait ses premières armes d'ingénieur agronome en 1909.

## Carrière académique
À partir de 1920, Camille Arambourg enseigne pendant 10 ans la géologie à l'Institut agricole d'Alger, avant de se fixer à Paris en 1930. Il est professeur de géologie à l'Institut national agronomique, à Paris, de 1930 à 1936, puis professeur au Muséum national d'histoire naturelle de Paris, titulaire de la chaire de paléontologie, de 1936 à 1956, à la suite de Marcellin Boule.
Il est élu membre de l'Académie des sciences en 1961.

## Afrique du Nord
Particulièrement intéressé par les hommes et les animaux fossiles du Maghreb, Camille Arambourg découvre en Algérie les plus anciens fossiles humains connus encore aujourd'hui en Afrique du Nord. De 1954 à 1956, Camille Arambourg et Robert Hoffstetter mettent au jour plusieurs fossiles humains sur le site de Tighennif (anciennement Ternifine), dans la wilaya de Mascara (région d'Oran). Ils sont datés d'au moins 700 000 ans en 1986.
Ces fossiles permettent à Camille Arambourg de créer en 1955 l'espèce Atlanthropus mauritanicus. Les divers genres représentatifs d'espèces humaines ont tous été ramenés dans les années 1960 au seul genre Homo, et les chercheurs qui considèrent cette espèce comme potentiellement valide parlent aujourd'hui d'Homo mauritanicus,.
Arambourg participe également à la découverte de nombreux fossiles de vertébrés aquatiques du Crétacé supérieur des bassins de phosphates du Maroc. Parmi les taxons dont il a contribué à la découverte et au nommage, figure Mosasaurus beagei, l'une des cinq espèces reconnues du genre Mosasaurus.

## Afrique de l'Est
Camille Arambourg conduit deux grandes expéditions dans la basse vallée de l'Omo, en Éthiopie, en 1932-1933, puis en 1967-1969. Il mène des recherches géologiques et paléontologiques au Kenya lors de l'expédition de 1932, et fait plusieurs voyages en Tanzanie.
Camille Arambourg et Yves Coppens découvrent en 1967 dans la vallée de l'Omo les premiers ossements fossiles, très fragmentaires, qui leur ont permis de définir la même année l'espèce Paranthropus aethiopicus (2,7 à 2,3 Ma), l'une des trois espèces de Paranthropes connues à ce jour.

## Homme de Néandertal
Camille Arambourg défendait notamment avec passion la théorie selon laquelle l'Homme moderne serait le descendant de l'Homme de Néandertal, hypothèse totalement invalidée depuis. À ses yeux, ceux qui ne reconnaissaient pas l'évidence de cette solution obéissaient manifestement à d'obscures considérations métaphysiques : « La naïve et pitoyable vanité humaine se refuse à admettre que le « roi de la création » ait pour ancêtre le Néandertalien, si proche encore de l'animalité, en lequel on voudrait s'efforcer de voir un rameau « éteint » ou même « dégénéré », sans rapport avec l'Homo sapiens ».

## Paléontologie
Camille Arambourg a particulièrement étudié les poissons fossiles, complétant les connaissances de son temps en ichtyologie.
On doit aussi à Camille Arambourg la description des genres :
- † Rhynchodercetis ;
- † Ganopristis.

Le ptérosaure Arambourgiania a été nommé en son honneur.

## Distinctions
- Officier de la Légion d'honneur (1951)[9]
- Croix de guerre 1914–1918
- Chevalier de l'ordre du Mérite agricole
- Croix du combattant

## Publications
- Arambourg C. (1948), « Observations sur le Quaternaire de la région du Hoggar », Travaux de l'Institut de Recherches Sahariennes, t. V, p. 7-18
- Arambourg C. (1955), « L'ancien lac de Tihodaïne et ses gisements préhistoriques - I. Historique et stratigraphie », in : Actes du IIe Congrès Panafricain de Préhistoire d'Alger (1952), p. 281-292
- Arambourg C. (1957), « Récentes découvertes de paléontologie humaine réalisées en Afrique du Nord française (L'Atlanthropus de Ternifine - L'Hominien de Casablanca) », in : Third Panafrican Congress on Prehistory, Livingstone 1955, Clark, J.D. et Cole, S. (dir.), Londres, Chatto &Windus, p. 186-194
- Arambourg C. (1958), « Les artisans des industries acheuléennes », Bulletin de la Société Préhistorique de l'Ariège (Préhistoire Spéléologie Ariégeoises), t. XIII, p. 43-47
- Arambourg C. (1962), « État actuel des recherches sur le Quaternaire de l'Afrique du Nord », in : Actes du IVe Congrès Panafricain de Préhistoire et de l'Étude du Quaternaire, Musée royal de l'Afrique centrale - Tervuren (Belgique) - Annales, série in 8° - Sciences humaines, no 40, p. 255-277
- C. Arambourg et Pierre Biberson (1956), « The fossil human remains from the Paleolithic site of Sidi Abderrahman (Morocco) », American Journal of Physical Anthropology, v. 14 n.s., no 3, p. 467-490
- Camille Arambourg, La Genèse de l'Humanité, coll. « Que sais-je ? », P.U.F., Paris, 1942 (8e édition en 1969)